# Johanna Omolo
Johanna Omolo, né le 13 mai 1988, est un footballeur international kényan qui joue au poste de milieu défensif.

## Palmarès

### En club
- Antwerp FC
  - Championnat de Belgique de D2
    - Champion : 2017
- Cercle Bruges KSV
  - Championnat de Belgique de D2
    - Champion : 2018